# Buchtienia
Buchtienia ist eine Pflanzengattung innerhalb der Familie der Orchideen (Orchidaceae). Die nur vier Arten wachsen terrestrisch im tropischen Südamerika.

## Beschreibung

### Vegetative Merkmale
Die Buchtienia-Arten sind ausdauernde krautige Pflanzen, sie sind mit Wuchshöhen von 1 bis 1,5 Metern relativ große Orchideen. Die Wurzeln stehen büschelweise, sie sind spindelförmig knollig verdickt und behaart. Die jeweils zu zweit bis fünft in einer grundständigen Rosette zusammenstehenden Laubblätter sind einen langen Blattstiel und eine Blattspreite gegliedert. Die einfachen Blattspreiten sind oval und enden spitz ausgezogen.

### Generative Merkmale
Viele Blüten sind locker in einem traubigen Blütenstand angeordnet, der endständig ist und die Laubblätter weit überragt. Er ist nur im oberen Bereich behaart oder auch komplett kahl. In Abständen ist er mit Hochblättern besetzt, die die Blütenstandsachse umfassen. Die Tragblätter sind lanzettlich und manchmal leicht behaart. Die Blüten stehen waagrecht ab oder weisen etwas nach oben. Der Fruchtknoten ist nicht gestielt. Die relativ kleinen Blüten sind resupiniert.
Die zwittrigen Blüten sind zygomorph und dreizählig. Die Blüten sind grünlich bis rosafarben. Die Blütenhüllblätter sind an ihrer Basis leicht behaart. Das dorsale Sepal steht aufrecht, es ist zum Teil mit der Säule verwachsen. Die seitlichen Sepalen sind abgespreizt, am Grund miteinander verwachsen, sie bilden mit dem Säulenfuß einen mehr oder weniger zweigeteilten / paarigen Sack. Die Petalen sind kürzer als das dorsale Sepal, der obere Rand haftet diesem an, ihre Basis läuft asymmetrisch am Säulenfuß herab. Die Lippe ist an ihrer Basis breit keilförmig, mit zwei seitlichen verdickten Nektardrüsen, etwas ausgesackt, mit dem Säulenfuß verwachsen und von der sackartigen Basis der seitlichen Sepalen umschlossen. Der vordere Teil der Lippe ist dreilappig, die Seitenlappen stehen aufrecht, die Spitze ist herabgebogen. Die Säule ist kurz, unbehaart, leicht s-förmig gebogen. An der Basis ist sie schmal mit kurzem asymmetrisch über den Fruchtknoten hinausreichenden „Fuß“, dann plötzlich breit werdend. Die Säule umschließt das Staubblatt mit einem urnen- bzw. krugförmigen Gewebe (Klinandrium). Die Narbe besteht aus zwei zusammenhängenden Flächen, halbkreisförmige oder oval quer zur Säulenachse orientiert, wulstig gerandet. Das Trenngewebe zwischen Narbe und Staubblatt (Rostellum) ist ungeteilt, länglich, ohne Falten, weich. Das Staubblatt ist oval mit einer runden, knopfartigen Erhebung auf der Oberseite. Es enthält die länglich ovalen, längs tief zweigeteilten Pollinien, die ohne Stielchen an einer kleinen rundlichen Klebscheibe (Viscidium) hängen.

## Standorte
Die Buchtienia-Arten gedeihen in Höhenlagen von 700 bis 1400 Metern. Sie wachsen im Schatten immerfeuchter Wälder.

## Systematik, botanische Geschichte und Verbreitung
Die Gattung Buchtienia wurde 1929 durch Rudolf Schlechter mit der Typusart Buchtienia boliviensis in Repertorium Specierum Novarum Regni Vegetabilis, Band 27, 1929, S. 33–34 aufgestellt. Zwei weitere Arten beschrieb Leslie Garay 1978. Szlachetko meinte 1992, diese Pflanzenexemplare gehörten alle zur selben Art, während Salazar 2003 die Trennung in drei Arten für gerechtfertigt hält. Der Gattungsname Buchtienia ehrt Otto August Buchtien (1859–1946), einen deutschen Lehrer und Botaniker, Direktor des Museo National in la Paz.
Die Gattung Buchtienia gehört zur Subtribus Spiranthinae aus der Tribus Cranichideae in der Unterfamilie Orchidoideae innerhalb der Familie Orchidaceae. Die näheren Verwandtschaftsbeziehungen sind unbekannt.
Das Verbreitungsgebiet der Gattung Buchtienia liegt im tropischen Südamerika. Die nur wenigen Fundorte der Buchtienia-Arten liegen weit auseinander in Ecuador, Peru, Bolivien und Brasilien.
Die vier Arten der Gattung Buchtienia:
- Buchtienia boliviensis Schltr.: Sie kommt von Bolivien und Peru über Brasilien bis ins nördliche Paraguay vor.[5]
- Buchtienia ecuadorensis Garay: Sie kommt in Ecuador nur in der Provinz Napo vor.[5]
- Buchtienia nitida (Vell.) Fraga & Meneguzzo: Diese Neukombination erfolgte 2015 und sie kommt in den brasilianischen Bundesstaaten Rio de Janeiro sowie São Paulo vor.[5]
- Buchtienia rosea Garay: Sie kommt nur im zentralen Peru vor.[5]

## Weiterführendes
- Liste der Orchideengattungen

- Karte mit allen verlinkten Seiten:
- OSM |
- WikiMap